# Lakhapadar
Lakhapadar fou un estat tributari protegit del prant de Jhalawar, a l'agència de Kathiawar, presidència de Bombai, governat per thakurs d'origen kathi. La capital era Lakhapadar, centre de la religio saji savai, situada a 21° 18′ N, 71° 10′ E / 21.300°N,71.167°E, 30 km al sud d'Amreli i avui al districte d'Amreli. Estava format per un sol poble amb un únic tributari, amb una superfície de 13 km² i població el 1881 de 413 persones. Els ingressos s'estimaven el 1881 en 300 lliures i pagava un tribut de 16 lliures al Gaikwar de Baroda i de 3 lliures al nawab de Junagarh.